# 0011 나폴레옹 솔로 - 헬리콥터 스파이스
《0011 나폴레옹 솔로 - 헬리콥터 스파이스》(The Helicopter Spies)는 미국에서 제작된 보리스 세걸 감독의 1968년  영화이다. 로버트 본 등이 주연으로 출연하였고 안소니 스피너 등이 제작에 참여하였다.

## 출연

### 주연
- 로버트 본
- 데이비드 맥컬럼

### 조연
- 캐롤 린리
- 브래드포드 딜만
- 롤라 알브라이트
- 리오 G. 캐럴
- 존 데너
- 존 캐러딘
- 줄리 런던
- H.M. 와이넌트
- 로이 젠슨
- 아서 말레
- 캐슬린 프리먼
- 로버트 칸스
- 바바라 무어
- 시드 헤이그